# El bruto (película de 1962)
El bruto es una película en blanco y negro de Argentina dirigida por Rubén W. Cavallotti sobre el guion de Arturo Cerretani según la novela homónima de este, que se estrenó el 3 de mayo de 1962 y que tuvo como protagonistas a Susana Campos, Leonardo Favio, Ricardo Trigo y Selva Alemán.

## Sinopsis
Una mujer toma conciencia de la brutalidad de su esposo cuando éste se ausenta, y es pretendida por dos hombres.

## Reparto
- Susana Campos … Justina
- Leonardo Favio … Baldomero
- Ricardo Trigo … Zelaya
- Selva Alemán … Mercedes
- Pedro Laxalt … Cura
- Eloísa Cañizares … Mercedes

## Comentarios
La Nación dijo:

”La historia está expresada a través de fórmulas un tanto elementales, con no pocas propensiones melodramáticas. Asimismo, la anécdota carece de intensidad y el film aárece afectado por una suerte de debilidad expresiva.”

Jorge Miguel Couselo consideró en la nota en Correo de la Tarde que había un:

”Intento de superación que no llega a concretarse en el film.”

Por su parte, Manrupe y Portela escriben:

”Historia rural, filmada en El Challao, Mendoza, con un intento de contar algo original –la alusión a alguien que nunca vemos- pero de desarrollo anodino.”